# Anna Kubíková
Anna Kubíková (* 17. srpna 1948 Brno) je česká historička a archivářka. Zaměřuje se především na dějiny jižních Čech.

## Život
Vystudovala archivnictví na Universitě Jana Evangelisty Purkyně v Brně. Po absolutoriu nastoupila v roce 1972 jako archivářka do Státního oblastního archivu v Třeboni. Od dubna 1973 pracuje ve Státním okresním archivu v Českém Krumlově. V roce 2012 obdržela za zásluhy o české archivnictví resortní archivní vyznamenání.

## Dílo
- Vilém z Rožmberka 1539–1592. Český Krumlov : Okresní vlastivědné muzeum v Českém Krumlově, 1992. 28 s.
- Českokrumlovsko v době prvních Lucemburků 1310–1380. Český Krumlov : Státní okresní archiv, 1996. 77 s. ISBN 80-238-0525-8. (spoluautorka)
- Českokrumlovsko 1400–1460 : sborník k výstavě, Český Krumlov 1997. Český Krumlov : Státní okresní archiv, 1997. 89 s. ISBN 80-238-1379-X. (spoluautorka)
- Českokrumlovsko v proměnách staletí 1250–1850. Český Krumlov : Státní okresní archiv, 1999. 69 s. ISBN 80-238-4620-5. (spoluautorka)
- Českokrumlovsko : mozaika dějin 1850–1990. Český Krumlov : Státní okresní archiv, 2000. 83 s. ISBN 80-238-6062-3. (spoluautorka)
- Českokrumlovsko 1620–1850. Třeboň : Státní oblastní archiv Třeboň, 2003. 136 s. ISBN 80-239-1554-1. (spoluautorka)
- Oldřich II. z Rožmberka. České Budějovice : Veduta, 2004. 215 s. ISBN 80-86829-00-6.
- Rožmberské kroniky : krátký a summovní výtah od Václava Březana : komentovaná edice. České Budějovice : Veduta, 2005. 294 s. ISBN 80-86829-10-3.
- Petr I. z Rožmberka a jeho synové. České Budějovice : Veduta, 2011. 182 s. ISBN 978-80-86829-67-8.
- Eggenberkové: Z bankéřské lavice na knížecí stolec : Nakladatelství Lidové noviny, 2016. 344 s. ISBN 978-80-7422-411-9.